# Azygocypridininae
Azygocypridininae is een onderfamilie van kreeftachtigen uit de klasse van de Ostracoda (mosselkreeftjes).

## Geslachten
- Azygocypridina Sylvester-Bradley, 1950
- Isocypridina Kornicker, 1975